# Koinos (Satrap)
Koinos (altgriechisch Κοίνος, lateinisch Coenus) war ein makedonischer Satrap der persischen Provinz Susia.
Er wurde im Jahr 325 v. Chr. von Alexander dem Großen mit der Statthalterschaft in Susa und Umland betraut. Im Jahr 320 v. Chr. wurde der Feldherr Antigenes auf der Konferenz von Triparadeisos in derselben Provinz eingesetzt. Koinos fand dabei keine Erwähnung, so dass unklar bleibt, ob er zuvor verstorben war oder von den siegreichen Diadochen des ersten Diadochenkrieges aufgrund einer möglichen Anhängerschaft zu Perdikkas abgesetzt wurde.